# بسیار تاریک
بسیار تاریک یک بازی ماجراجویی ترسناک به کارگردانی Frédérick Raynal است.

## طرح
یک کارآگاه باسابقه به نام آقای اسمیت به شهر گلومی وود سفر می‌کند تا رازی مربوط به ناپدید شدن کودکان را حل کند.